# Pelophylax porosus
Pelophylax porosus är en groddjursart som först beskrevs av Cope 1868.  Pelophylax porosus ingår i släktet Pelophylax och familjen egentliga grodor. Inga underarter finns listade i Catalogue of Life.
Grodan förekommer i Japan på ön Honshu. den lever i låglandet och i bergstrakter upp till 1000 meter över havet. Exemplaren vistas i gräsmarker, träskmarker och på jordbruksmark. Det hittas alltid nära vattenansamlingar. Under fortplantningstiden mellan april och juli kan honan lägga två gånger ägg. Det är oklart om ungarna från andra gången kan överleva. Hybrider med Pelophylax nigromaculatus är dokumenterade.
Beståndet hotas av landskapsförändringar och av föroreningar. Hela populationen är fortfarande stor. IUCN kategoriserar arten globalt som livskraftig.